# Lucius Licinius Sura
Lucius Licinius Sura (* 40 n. Chr. in Hispania citerior; † 110/113) war ein römischer Politiker und Senator.
Sura stammte aus Hispania citerior. Unter Vespasian war er Quatuorvir viarum curandarum und Quästor in der Provinz Achaia. Unter Domitian war Sura dann als hochgebildeter Redner und Anwalt tätig und gehörte zu den Gönnern Martials. Als Kandidat des Kaisers wurde er Prätor und Volkstribun. Im Jahr 92 erkrankte Sura schwer. Wieder genesen, wurde er Legat der Provinz Gallia Belgica (wohl 93/94). Wahrscheinlich im Jahr 97/98 war Sura dann Legat der Provinz Germania inferior. (Die Datierung und die Statthalterschaft sind umstritten. Er könnte auch nur Legionslegat in Germanien gewesen sein.)
Sura spielte eine wichtige Rolle beim Übergang der Herrschaft auf Trajan. Wohl um das Jahr 98 wurde Sura Suffektkonsul und nahm im Jahr 101 als comes Augusti und Generalstabschef ohne bestimmtes Truppenkommando am ersten Dakerkrieg teil. Um den Krieg zu beenden, bat der Dakerkönig Decebalus um Frieden. Die Verhandlungen führte Sura. Da die gestellten Bedingungen für Decebalus zu hart waren, beschloss Decebalus weiterzukämpfen. Im darauffolgenden Jahr wurde Sura zum zweiten Mal Konsul. Bereits im März des gleichen Jahres war er wieder in Dakien. Für seine Verdienste dort erhielt er dona militaria und nahm als Legat auch am zweiten Dakerkrieg teil, wofür er erneut hohe Ehrungen erhielt, wie etwa die dona militaria und die ornamenta triumphalia sowie eine Statue.
Im Jahr 107 wurde Sura schließlich gemeinsam mit Quintus Sosius Senecio zum dritten Mal Konsul. Sura war nach Trajan der zweite Mann im Staat und vertrauter Freund des Kaisers. Er begünstigte Hadrian und unterstützte dessen Thronbesteigung. Als Freund des Kaisers war Sura ungeheuer reich. Er errichtete öffentliche Bauten wie die Thermen auf dem Aventin sowie Gebäude in Barcino, wo er eine Ehrenstatue hatte. Aufgrund einer Inschrift, die aber sekundär verbaut ist, wurde Sura auch der Arc de Berà zugeschrieben, ein Triumphbogen an der Via Augusta bei Tarraco. Nach seinem Tod, zwischen 110 und 113, erhielt Sura ein Staatsbegräbnis und eine zweite Statue.